# Dolors Reig
Dolors Reig i Hernández (La Garriga, Barcelona, 23 de octubre de 1971) es profesora española de diferentes centros, instituciones y escuelas de negocio (Universidad Abierta de Cataluña, Escuela de Administración Pública de Cataluña, Centro de Estudios Jurídicos y Formación Especializada, Academia El Caparazón, INESDI, etc.), y es ponente habitual en congresos de Social Media, Educación 2.0, innovación social, dinamización de redes sociales y comunidades, tendencias web, cibercultura, psicología social y redes a nivel internacional.

## Biografía
De formación académica es psicóloga social con Posgrado en Inserción sociolaboral, máster en Criminología y máster en Multimedia, diseño y desarrollo web.
Participa habitualmente en medios de comunicación y es entrevistada en diarios y revistas especializadas como El Periódico de Cataluña. Colaboradora experta en TIC del programa de radio Hoy por Hoy de la Cadena Ser el 2011 y 2012. y Televisió de Catalunya. El diario El Economista publicaba el 2011 una encuesta que la situaba entre las 10 personas más conocidas de Internet en España. Forma parte de diferentes comités científicos y paneles de expertos como el Horizon report de tecnologías educativas en educación superior en su edición internacional el 2011 y 2012, el comité científico de la revista Telos, etc.
Su blog El caparazón, empezado el 2007, ha sido finalista en la categoría de mejores Weblog en castellano de los premios The BOBs de 2008 y 2010. También fue finalista de los premios Bitàcores el 2009 en la categoría de educación. Es autora del libro Socionomía, que trata sobre la psicología del que denomina el nuevo "individuo conectado" que ha cambiado a partir de la experiencia de participación a internet y aprendido actitudes y valores que después trasladará a la realidad. También es coautora de Trabaja diferente, El proyecto Facebook y la postunivesidad, Educación expandida, el libro, Claves para ser eficiente y eficaz. y el libro en libre descarga Jóvenes en la era de la hiperconectividad: tendencias, clavas, miradas.

## Obra
- Reig, Dolors. Socionomía. Deusto- Grupo Planeta, 2012. ISBN 978-84-234-0959-4.
- Reig, Dolors. Treballa diferent  Departament de Justícia. Generalidat de Catalunya, 2011.
- Reig, Dolors. Los Jóvenes en la era de la hiperconectividad, Tendencias, claves y miradas. Fundación Encuentro, Fundación Telefónica, 2013. ISBN 978‐84‐89019‐40‐9.